# Trickle Up
Trickle Up è un'organizzazione di sviluppo internazionale senza scopo di lucro che aiuta le donne che vivono in condizioni di estrema povertà offrendo programmi radicati nell'Approccio della Graduazione per sostenere mezzi di sussistenza sostenibili e percorsi di uscita dalla povertà. I programmi di Trickle Up includono sovvenzioni per il capitale di avviamento, formazione sulle competenze tecniche, formazione sulle competenze di vita, coaching e altri collegamenti a programmi o servizi governativi esistenti rilevanti per l'attività di sostegno dei partecipanti.  

## Storia
Trickle Up è stata fondata dai filantropi americani Glen e Mildred Robbins Leet nel 1974 con dieci partecipanti in Dominica. Il nome si riferisce alla teoria economica del trickle up e si oppone all'economia trickle-down dell'era di Ronald Reagan. Nel 1997 Trickle Up si è trasferito dal seminterrato dei Leet al suo primo ufficio e nel 1999 ha aiutato le donne ad avviare 82.544 attività in 115 Paesi. 
A partire dal 2004 Trickle Up ha aperto uffici regionali in Africa occidentale, Asia e America Latina. Attualmente i suoi uffici si trovano a New York, Città del Messico e Calcutta.

## Programmi
I programmi di Trickle Up utilizzano la teoria del cambiamento alla base del programma Targeting Ultra Poor (TUP) della BRAC - The Graduation Approach. Gli elementi fondamentali di questo approccio programmatico comprendono la progettazione partecipata, le sovvenzioni di capitale di avviamento, lo sviluppo di mezzi di sussistenza sostenibili, le valutazioni di mercato, la formazione tecnica, le condizioni di vita e il tirocinio. 
Trickle Up non implementa direttamente i programmi, ma collabora con partner locali senza scopo di lucro o autogovernati per le loro conoscenze locali e il loro sostegno nella definizione degli obiettivi e nell'attuazione, fornendo a sua volta assistenza tecnica e sviluppo delle capacità a queste organizzazioni.

## Conferme
Nel 2015 Abhijit Banerjee ed altri hanno pubblicato uno studio su un studio controllato randomizzato che conferma l'efficacia dei programmi di laurea per ridurre la povertà e contribuire allo sviluppo sostenibile. Lo studio si è svolto in sei Paesi con 21.000 partecipanti.
Da allora economisti come Esther Duflo hanno confermato come i programmi di graduazione mirino ad affrontare le trappole della povertà e a sostenere i risultati per i partecipanti dopo la fine dei programmi. Trickle Up ha fatto anche parte del consorzio dello studio randomizzato di controllo Innovations for Poverty Action, che ha esaminato i risultati dei programmi di graduazione per i rifugiati e le comunità che affrontano lo sfollamento forzato.

## Riconoscimento
Trickle Up ha ricevuto per due volte il Premio InterAction Disability Inclusion e dal 1987 gode di uno Status Consultivo Speciale presso il Consiglio economico e sociale delle Nazioni Unite.